# Walter Gavito
José Walter Gavito (La Plata, 4 de enero de 1935 - Buenos Aires, 8 de junio de 2017) fue un escultor argentino destacado por su trabajo en escultura contemporánea. Su obra abarca una variedad de estilos y técnicas, explorando principalmente la figura humana y su relación con el espacio. Muchas de sus piezas fueron fundidas en bronce, material que Gavito dominaba y con el que realizaba personalmente el proceso de fundición, lo que le permitía mantener un control total sobre la materialización de sus esculturas.
La influencia del cubismo es evidente en muchas de sus obras, donde las formas geométricas y las perspectivas fragmentadas se combinan para representar la figura humana. En particular, muchas de sus esculturas exploran el desnudo femenino, abordado con una mirada que fusiona lo abstracto y lo figurativo.
A lo largo de su carrera, Gavito participó activamente en importantes instituciones y espacios artísticos de Italia, como la Galleria d'Arte Sacra dei Contemporanei di Milano (Villa Clerici) y la Museo Pagani Arte Moderna e Contemporanea (Castellanza). Su vínculo con renombrados artistas italianos como Enrico Manfrini, Lello Scorzelli y Francesco Messina marcó una parte significativa de su trayectoria internacional. Su obra, que le valió numerosos premios tanto a nivel nacional como internacional, se encuentra en colecciones públicas y privadas de Argentina, Uruguay, Italia, Grecia y otros países, consolidándose como una de las figuras más relevantes de la escultura argentina.

## Biografía
Nació en la ciudad de La Plata el 4 de enero de 1935 y fue bautizado en la Basílica de San Ponciano de la misma ciudad.
Comienza sus estudios de arte a los nueve años en la Asociación Gente de Arte de Avellaneda, y allí asiste hasta los quince años cuando ingresa a la Escuela Nacional de Bellas Artes, siendo en ella un alumno muy destacado por sus conocimientos anteriores.
En 1953 cotinúa sus estudios en la Escuela Superior de Bellas Artes de la Universidad Nacional de La Plata, graduándose de Profesor Superior de Arte en 1959.
Durante su época de estudiante comienza a participar en exposiciones colectivas, salones y concursos donde obtiene varios premios.
Gana por concurso la beca de perfeccionamiento en escultura del Fondo Nacional de las Artes.
Entre los maestros que lo forman se encuentran Horacio Juárez, Antonio Sibellino, Adolfo Deferrari, Aurelio Macchi, Dora Cifones, Elba Villafañe, Raúl Soldi y Hugo Parpagnoli.
Obtiene el premio académico de bellas artes "Alberto Lagos" por el conjunto de seis obras que expone en el Museo Nacional de Bellas Artes en 1971 y al que es invitado. Más adelante es premiado con medalla de oro en el premio bienal "Arquitecto Valiente Noailles" al arte sacro, instituido por la asociación "Mediador Dei" por su obra San Pío X ubicada en la iglesia homónima de Mar del Plata, escultura de tamaño natural en cemento.
Viaja a Europa en numerosas ocasiones, estudiando, trabajando y exponiendo en Bélgica, Alemania, Francia e Italia, donde realiza grandes muestras individuales en la Real Academia de Bellas Artes de Amberes, en el Palazzo Brambilla, en Villa Pomini, en el Museo Pagani de Castellanza, en el Circolo degli Artisti de Albissola, en el Ibero-Club, y en la residencia del embajador alemán Peter Hartmann en Bonn, Alemania.
En 1958 se casa con Dora Iribarne, quien lo apoya y acompaña a través de toda su vida de hombre y artista. Tienen cuatro hijos que también se dedican a las artes, la literatura, pintura, arquitectura y danza.
Desde 1973 estudia y comienza a fundir sus obras en bronce llegando a perfeccionarse hasta realizar obras de tamaño natural. También estudia y se perfecciona en la talla de la piedra, el mármol y la madera, realizando numerosos trabajos en todos los materiales propios de la escultura.
Se desempeñó también como restaurador y conservador de obras de arte en importantes galerías, colecciones y museos argentinos como el Museo Nacional de Bellas Artes, el Museo de Artes Plásticas E. Sivori de Buenos Aires, y otros.
Entre sus obras públicas realizadas están los monumentos a Carlos Lauberer en Adrogué, José Luis Cabezas en la plaza Grigera de Lomas de Zamora y allí mismo el monumento a los Desaparecidos, monumento a Bartolomé Mitre para el diario  La Nación de Buenos Aires, monumento a Arturo Jauretche para el Banco Provincia (casa central en Buenos Aires), monumento a Bernardo Gago para la municipalidad de Buenos Aires en mármol de Carrara. Todas estas obras son realizadas en bronce y mármol. Otros monumentos han sido, el Sagrado Corazón en bronce policromado de tamaño natural y mármol para la capilla de los gobernadores de San Luis, y el Sagrario de la catedral de Mar del Plata en cobre repujado y cincelado.
Poseen colecciones de sus obras los museos Pagani de Legnano, Dantesco de Ravenna, y Arte Sacro Milán, en Italia; el Museo Ralli de Punta del Este, y la Pinacoteca del Pireo de Atenas. Una importante selección de sus obras figuran en las colecciones privadas de Nuncia y Franco Bastagli de Como, Fabrizio Benaglia y Nélida Baiguera de Roma, Angelo Dufour de Génova, Giulio Madurini de Milán, y Francisco de Vos de Amberes.
En Argentina las exposiciones individuales más importantes fueron realizadas, con gran cantidad de obras, en las galerías Zurbarán, Palatina, Witcomb, Wildenstein, el Museo de la Catedral de la Plata, el Museo de artistas argentinos "Benito Quinquela Martín", el Museo de Bellas Artes de Tandil, y el Museo "Rogelio Yrurtia". Poseen obras suyas los museos "Eduardo Sívori" de Buenos Aires, el museo de la Universidad Católica de La Plata, el "Rosa Galisteo de Rodriguez" de Santa Fe, el "Fogón de los Arrieros" de Resistencia, el Banco de Desarrollo de Formosa, y el Banco de la Provincia de Buenos Aires.

## Obra
Los dibujos de Walter Gavito están llenos de gestos humanos, la mirada melancólica ojos nostálgicos y a veces lejanos, la belleza austera y masculina que se encuentra con la ternura de la mujer amante y madre. Imágenes que necesitan silencio y una cierta distancia, una mirada que se pierde más allá de las formas buscando el alma escondida en la materia.
La escultura conserva el lenguaje del devenir, muestra nuestra condición de "Homo Viator" en las líneas que cambian, la materia queda sujeta a las leyes del tiempo que como el viento acaricia los momentos de la existencia conjugando la felicidad , la tristeza , vida y la muerte, realidad de la condición humana.
En Gavito aparece siempre la juventud a veces escondida detrás de líneas que hablan de años intensamente vividos donde siempre permanece lo esencial, el deseo de no rendirse y seguir viviendo, de superar el dolor y las pruebas , la resistencia a morir para siempre.
El escultor quiere quedarse en las formas y le da palabras, la materia habla y muestra el fenómeno humano que se presenta sin vergüenzas, la vejez, el dolor, la alegría, los sueños que parecen siempre anunciar la profecía de un nuevo mañana.
Detrás de la figura descubrimos siempre los rostros y la esperanza del hombre argentino, mezcla de razas y con deseos de universalidad, ganas de partir y de quedarse, corazón inquieto que busca la propia identidad en un universo donde el espíritu se confunde con la tierra y el llamado lejano de raíces europeas proyecta la vida hacia el externo y contemporáneamente a la reflexión y a la interioridad.
Esta necesidad de escapar y de quedarse crea en el artista la conciencia de valores absolutos y trascendentes. En los rostros de Gavito hay siempre necesidad de infinito, la conciencia de rechazar el absurdo que amenaza de apagar para siempre el amor. 
El amor es lo que queda , Walter Gavito lo celebra en sus figuras como intentando permanecer en la superficie de sus personajes para invitarnos a un viaje interior, un viaje con miles de preguntas abiertas y la posibilidad de encontrar la eternidad, sin perder del todo la humanidad.